# Steen Waage Petersen
Steen Waage Petersen (født 16. februar 1923 i Helsingør - død 11. januar 2020 i Snekkersten) var en dansk håndboldspiller og træner. Han spillede på det danske landshold fra 1943 til 1958, hvor han var anfører ved VM 1954 i Sverige og ved VM 1958 i Vesttyskland. I alt blev det til 28 landskampe. Efter sin aktive karriere var han desuden landstræner fra 1962 til 1964.
Han spillede 153 kampe for Helsingør IF og vandt to danske mesterskaber. Første gang var i 1951-1952, hvor holdet vandt samtlige kampe i sæsonen og blev det første danske mesterhold fra provinsen. Steen Petersen spillede her en afgørende rolle som anfører og forsvarsstyrmand. Holdet vandt mesterskabet igen i 1957-1958.
Allerede inden da var hans spillemæssige kvaliteter dog blevet bemærket uden for klubben. Og han blev således Helsingør IF første landsholdspiller, da han i 1943 blev udtaget til en markhåndboldkamp mod Sverige. Kampen blev spillet i Helsingør, hvor 2500 tilskuere var vidne til en overbevisende svensk sejr.
Han var en meget afholdt holdkammerat og leder, som arbejdede hårdt i forsvaret og var en god spilfordeler i angrebet.
Som landstræner indførte Steen Petersen vægttræning for spillerne. En nyt initiativ, der dengang blev anset som kontroversielt.